# Manuel Costescu
Manuel Costescu (n. 22 iunie 1976, Sibiu, România) este un deputat român, ales în 2016. A demisionat în martie 2017 din motive familiale.